# Rem als Jocs Olímpics d'estiu de 1924 - Quatre sense timoner masculí
La prova del quatre sense timoner masculí fou una de les set que es disputaren als Jocs Olímpics de París de 1924 i que formaven part del programa de rem. La prova es va disputar entre el 14 i el 17 de juliol de 1924, amb la presència de 16 remers, procedents de 4 països diferents.

## Medallistes
| Or                                                                         | Plata                                                                  | Bronze                                                          |
| Regne UnitCharles Eley · James MacNabb · Robert Morrison · Terence Sanders | CanadàArchibald Black · George MacKay · Colin Finlayson · William Wood | SuïssaEmile Albrecht · Alfred Probst · Eugen Sigg · Hans Walter |

## Resultats

### Sèries
Es disputaren el 15 de juliol. Els dos primers passaven a la final .
| Pos. | Nació      | Remers                                                          | Temps  |
| ---- | ---------- | --------------------------------------------------------------- | ------ |
| 1    | Regne Unit | Charles Eley - James Macnabb Robert Morrison - Terence Sanders  | 6'43"0 |
| 2    | França     | Théodore Cremnitz - Jean Camuset Henri Bonzano - Albert Bonzano | 7'01"8 |

| Pos. | Nació  | Remers                                                         | Temps  |
| ---- | ------ | -------------------------------------------------------------- | ------ |
| 1    | Canadà | Colin Finlayson - Archibald Black George MacKay - William Wood | 6'31"0 |
| 2    | Suïssa | Émile Albrecht - Alfred Probst Eugen Sigg - Hans Walter        | 6'38"2 |

### Final
Es disputà el 17 de juliol
| Pos. | Nació      | Remers                                                          | Temps  |
| ---- | ---------- | --------------------------------------------------------------- | ------ |
| 1    | Regne Unit | Charles Eley - James Macnabb Robert Morrison - Terence Sanders  | 7'08"6 |
| 2    | Canadà     | Colin Finlayson - Archibald Black George MacKay - William Wood  | 7'13"0 |
| 3    | Suïssa     | Émile Albrecht - Alfred Probst Eugen Sigg - Hans Walter         | ND     |
| 4    | França     | Théodore Cremnitz - Jean Camuset Henri Bonzano - Albert Bonzano | ND     |